# Massa Lombarda
Massa Lombarda là một đô thị ở tỉnh Ravenna trong vùng Emilia-Romagna, tọa lạc khoảng 40 km về phía đông của Bologna và khoảng 30 km về phía tây của Ravenna. Tại thời điểm ngày 31 tháng 12 năm 2004, đô thị này có dân số 9.065 người và diện tích là 37,2 km².
Đô thị Massa Lombarda có các frazioni (các đơn vị cấp dưới, chủ yếu là các làng) Fruges, Villa Serraglio, La Zeppa, và Oppio.
Massa Lombarda giáp các đô thị sau: Conselice, Imola, Lugo, Mordano, Sant'Agata sul Santerno.